# Mirko Salvi
Mirko Salvi (Yverdon-les-Bains, 14 febbraio 1994) è un calciatore svizzero, portiere del Basilea.

## Carriera

### Club

#### Basilea e prestiti
Cresce nelle giovanili del Basilea, e viene convocato nelle nazionali minori per la svizzera. Nella stagione 2014-2015 viene mandato in prestito al Bienne, in Challenge League, dove gioca titolare giocando un ottimo campionato. La stagione successiva è il terzo portiere del Basilea, nonostante giochi spesso con la U21. Fa il suo esordio con la maglia del Basilea il 10 dicembre 2015, nella partita di Europa League vinta per 1-0 in casa del Lech Poznan, subentrando a Germano Vailati infortunatosi nel corso del primo tempo. Tre giorni dopo gioca anche i quarti di finale della Coppa Svizzera con la maglia dei renani. A gennaio viene prestato per due stagioni al Lugano. Fa così il suo esordio in Super League il 12 marzo 2016 in Lucerna- Lugano, persa poi per 2 reti a 1.

### Nazionale
Ha giocato nelle nazionali giovanili svizzere Under-18, Under-19, Under-20 ed Under-21.

## Statistiche

### Presenze e reti nei club
Statistiche aggiornate al 22 ottobre 2024.
| Stagione            | Squadra             | Campionato          | Campionato | Campionato | Coppe nazionali | Coppe nazionali | Coppe nazionali | Coppe continentali | Coppe continentali | Coppe continentali | Altre coppe | Altre coppe | Altre coppe | Totale | Totale |
| Stagione            | Squadra             | Comp                | Pres       | Reti       | Comp            | Pres            | Reti            | Comp               | Pres               | Reti               | Comp        | Pres        | Reti        | Pres   | Reti   |
| ------------------- | ------------------- | ------------------- | ---------- | ---------- | --------------- | --------------- | --------------- | ------------------ | ------------------ | ------------------ | ----------- | ----------- | ----------- | ------ | ------ |
| 2014-2015           | Bienne              | CL                  | 35         | -50        | CS              | 0               | 0               | -                  | -                  | -                  | -           | -           | -           | 35     | -50    |
| Totale Bienne       | Totale Bienne       | Totale Bienne       | 35         | -50        |                 | 0               | 0               |                    | -                  | -                  |             |             |             | 35     | -50    |
| 2015-2016           | Basilea             | SL                  | 0          | 0          | CS              | 1               | -2              | UEL                | 1                  | 0                  | -           | -           | -           | 2      | -2     |
| gen.-2016           | Lugano              | SL                  | 11         | -21        | CS              | 1               | -1              | -                  | -                  | -                  | -           | -           | -           | 12     | -22    |
| 2016-2017           | Lugano              | SL                  | 33         | -55        | CS              | 0               | 0               | -                  | -                  | -                  | -           | -           | -           | 33     | -55    |
| Totale Lugano       | Totale Lugano       | Totale Lugano       | 44         | -76        |                 | 1               | -1              |                    | -                  | -                  |             | -           | -           | 45     | -77    |
| 2017-2018           | Basilea             | SL                  | 0          | 0          | CS              | 4               | -2              | UCL                | 0                  | 0                  | -           | -           | -           | 4      | -2     |
| 2018-2019           | Lucerna             | SL                  | 10         | -19        | CS              | 0               | 0               | UEL                | 2                  | -7                 | -           | -           | -           | 12     | 26     |
| 2019-2020           | Grasshoppers        | CL                  | 36         | -52        | CS              | 3               | -2              | -                  | -                  | -                  | -           | -           | -           | 39     | -54    |
| 2020-2021           | Grasshoppers        | CL                  | 0          | 0          | CS              | 0               | 0               | -                  | -                  | -                  | -           | -           | -           | 0      | 0      |
| Totale Grasshoppers | Totale Grasshoppers | Totale Grasshoppers | 36         | -52        |                 | 3               | -2              |                    | -                  | -                  |             |             |             | 39     | -54    |
| 2021-2022           | Yverdon             | CL                  | 17         | -23        | CS              | 3               | -2              | -                  | -                  | -                  | -           | -           | -           | 20     | -25    |
| 2022-2023           | Basilea             | SL                  | 6          | -9         | CS              | 3               | -4              | UECL               | 2                  | -4                 | -           | -           | -           | 11     | -17    |
| 2023-2024           | Basilea             | SL                  | 6          | -10        | CS              | 2               | -1              | UECL               | 2                  | -4                 | -           | -           | -           | 10     | -15    |
| 2024-2025           | Basilea             | SL                  | 0          | 0          | CS              | 1               | 0               | -                  | -                  | -                  | -           | -           | -           | 1      | 0      |
| Totale Basilea      | Totale Basilea      | Totale Basilea      | 12         | -19        |                 | 11              | -9              |                    | 5                  | -8                 |             |             |             | 28     | -36    |
| Totale carriera     | Totale carriera     | Totale carriera     | 154        | -239       |                 | 18              | -14             |                    | 6                  | -15                |             | -           | -           | 179    | -268   |

## Palmarès
- Challenge League: 1

Grasshoppers: 2020-2021
- Campionato svizzero: 1

Basilea: 2024-2025
- Coppa Svizzera: 1

Basilea: 2024-2025